# Iglesia del Corpus Domini
La Iglesia del Corpus Domini es un templo católico ubicado en el barrio Brasil, en el centro de la ciudad de Santiago, Chile.

## Historia
En el año 1884 el Arzobispado de Santiago autorizó fundar la Congregación de la Adoración Perpetua del Santísimo Sacramento, que en 1885 se asentó en un terreno en el barrio Brasil. En el año 1896 comenzó la construcción de la iglesia, bajo la propuesta del arquitecto Eugenio Joannon, y que demoró diecinueve años en llevar a término su construcción.
La iglesia sufrió graves daños con el terremoto de 2010.

## Descripción
La iglesia, de muros de albañilería de ladrillo sin refuerzos, cuenta con una nave central, cuyo segundo tramo está construido en tabiquería de madera, y dos laterales, que son separadas por columnas de madera con un capitel con diseño floral. Presenta una bóveda estrellada y un ábside recto, y su brazo poniente se encuentra separado del presbiterio por una reja de fierro, debido a la condición de clausura de las religiosas.
Su cubierta es de fierro galvanizado, sus torres son de estructura metálica, y la fachada principal se compone de un cuerpo horizontal con una torre octogonal.